# Brunfelsia densifolia
Brunfelsia densifolia ist eine Art aus der Sektion Brunfelsia der Gattung Brunfelsia. Die Pflanzen kommen endemisch auf Puerto Rico vor.

## Beschreibung
Brunfelsia densifolia ist ein 6 bis 10 m hoher Baum, dessen Stamm einen Durchmesser von 13 cm erreichen kann. Die Pflanzen sind komplett unbehaart. Die Zweige sind rutenförmig, schlank und dicht mit Laubblättern besetzt. Diese sind lederig, linealisch-langgestreckt bis linealisch-umgekehrt lanzettlich oder linealisch geformt. Sie werden 5 bis 10 cm lang und 5 bis 10 mm breit, nach vorn hin sind sie zugespitzt oder stumpf, die Basis ist lang spitz zulaufend. Die Oberseite der Blätter ist glänzend, die zahlreichen Blattadern stehen nahezu parallel. Die Blattstiele sind 4 bis 9 mm lang.
Die Blüten stehen einzeln und endständig. Der Blütenstiel wird bis zu 1 cm lang. Der Kelch ist schmal glockenförmig und wird 6 bis 7 mm lang. Er ist mit kurzen, abgerundeten und an der Spitze bewimperten Kelchzipfeln besetzt. Die Krone ist zunächst weiß, wird später aber gelblich. Die sehr schlanke Kronröhre hat eine Länge von 10 bis 15 cm. Der Kronsaum ist mit kurzen, abgerundeten oder stumpfen Kronlappen besetzt. Von den vier Staubblättern besitzt ein Paar stark reduzierte Staubbeutel, die entweder als steril oder als nur kleine Mengen Pollen produzierend beschrieben werden. Alle vier Staubbeutel erreichen die Öffnung der Kronröhre. Die Staubfäden sind jeweils in auf der gleichen Höhe der Kronröhre befestigt. Die Narbe reicht über die Öffnung der Kronröhre hinaus.
Die Frucht hat einen Durchmesser von 1,5 bis 2,5 cm, sie ist eiförmig bis kugelförmig. Zunächst ist sie grün, verfärbt sich bei Reife zu gelb und ist spät aufspringend. Die Samen sind elliptisch, braun gefärbt und etwa 4 mm lang.

## Vorkommen
Brunfelsia densifolia kommt endemisch im westlichen Teil Puerto Ricos vor. Die Art wächst dort an Berghängen in Höhenlagen zwischen 600 und 800 m auf Schlangenstein-Böden.